# Serrat de Fulleracs
El Serrat de Fulleracs és una muntanya de 1664 metres que es troba entre els municipis de Castell de l'Areny i de la Nou de Berguedà, a la comarca catalana del Berguedà.